# 韋爾胡特卡
49°57′18″N 23°47′5″E / 49.95500°N 23.78472°E
韋爾胡特卡（烏克蘭語：Верхутка），是烏克蘭的村落，位於該國西部利沃夫州，由亞沃里夫區負責管轄，始建於1444年，面積1.21平方公里，海拔高度321米，2001年人口136，人口密度每平方公里112.4人。